# باکلی (واشینگتن)
باکلی (به انگلیسی: Buckley) شهری در شهرستان پیرسی ایالت واشنگتن است که در سرشماری سال ۲۰۱۰ میلادی، ۴۳۵۴ نفر جمعیت داشته است.